# Балтико-Адриатический коридор
Балтико-Адриатический коридор или Балтико-Адриатическая ось (нем. Baltisch-Adriatische Achse) ― европейская инициатива по созданию железнодорожного коридора с высокой пропускной способностью с севера Европы на юг, соединяя Гданьск на Балтийском море с Болоньей на Адриатическом. Линия пересекает Польшу, Чехию, Словакию, Австрию и Италию, соединяя в основном, высокоиндустрализированные области и города, такие как Варшава, Верхнесилезский угольный бассейн, Вена, юго-восточная Австрия и северная Италия. Железнодорожный коридор был разработан на базе проекта Трансъевропейской транспортной сети (TEN-T) № 23, согласно которому была построена железнодорожная линия Гданьск-Вена в 2003 году. Пропуская 24 млн тонн грузов в год, Балтико-Адриатический коридор считается одной из важнейших трансальпийских линий в Европе.

## История
По инициативе австрийского Министерства транспорта в 2006 году, Польша, Чехия, Словакия, Австрия и Италия подписали соглашение по расширению железнодорожной магистрали TEN-T 23, в целях формирования Балтико-Адриатического коридора. Целью инициативы было устранение мест с заторами, увязка транспортных потоков и соединение с другими европейскими железнодорожными коридорами, устранения структурных и географических факторов в недостаточно хорошо обслуживаемых районах (например в землях Штирии и Каринтии), повышение конкурентоспособности железных дорог с автодорогами и реализация потенциала развития рынка пассажирских перевозок.
14 стран Европы подписали декларацию, призывающую к реализации Балтико-Адриатического коридора между Гданьском и Болоньей в 2009 году. Работы начались в конце 2008 года. На первом этапе было начато расширение Коральмской железной дороги между Грацем и Клагенфуртом: тогда же было начато строительство Коральмского туннеля, крупнейшего инфраструктурного элемента железнодорожной линии. Его планируется ввести в эксплуатацию к 2022 году. В 2012 году было запущено строительство Земмерингской железной дороги, которая, как ожидается, откроется в 2024, минуя перепады высот в перевале Земмеринг.
Постановлением от 19 октября 2011 года, Балтико-Адриатический коридор был связан с TEN-T Rail Baltica, проектом, призванным связать Варшаву через Каунас, Ригу и Таллин с Хельсинки (включая предлагаемый тоннель между Хельсинки и Таллином). В обсуждении с депутатом Европарламента Дебором Серрачиани 24 апреля 2012 года итальянский министр инфраструктуры и транспорта Коррадо Пассера подтвердил намерение итальянского правительства продлить Балтико-Адриатический коридор до Анконы, на 325 км к югу от Венеции.

## Железнодорожные линии
- Гданьск-Главный – Варшава-Восточная (Польские государственные железные дороги, железнодорожная линия № 9)
- Варшава-Центральная – Гродзиск-Мазовецкий (ПГЖД, железнодорожная линия № 1, бывшая Варшаво-Венская железная дорога)
- Гродзиск-Мазовецкий – Заверце (ПГЖД, железнодорожная линия № 4)
- Заверце – Катовице (ПГЖД, железнодорожная линия № 1, бывшая Варшаво-Венская железная дорога)
- Краков – Чеховице-Дзедзице (ПГЖД, железнодорожная линия № 139)
- Чеховице-Дзедзице – Петровице-у-Карвине
- Звардонь – Чадца (СЖД, железнодорожная линия № 129) – Жилина (СЖД, железнодорожная линия № 127)

## Обслуживаемые районы
- Гданьская бухта с портами Гданьск и Гдыня
- Варшавская агломерация, с подключением к Rail Baltica
- Лодзь
- Верхнесилезский промышленный район (Катовице) и прилегающая к нему Северная Моравии (Острава)
- Оломоуц
- Брно
- Вена
- Братислава
- Штирия
- Триест и Удине в области Фриули — Венеция-Джулия
- Венето
- Эмилия-Романья
- Марке (Анкона)